# Saint-Félix (Charente)
 Saint-Félix  es una población y comuna francesa, en la región de Poitou-Charentes, departamento de Charente, en el distrito de Cognac y cantón de Brossac.

## Demografía
| 179 | 205 | 175 | 136 | 118 | 119 |
| Para los censos de 1962 a 1999 la población legal corresponde a la población sin duplicidades (Fuente: INSEE [Consultar]) |     |     |     |     |     |